# Carry That Weight
《Carry That Weight》是由英國搖滾樂團披頭四成員保羅·麥卡尼創作、收錄於專輯《艾比路》的1969年歌曲。（作品上是以藍儂-麥卡尼「Lennon–McCartney」的名義發表）

## 歌曲概要
《Carry That Weight》在《艾比路》專輯中，是以不中斷手法連結到前一首歌曲《Golden Slumbers》。而《Carry That Weight》裡也部份穿插著與另一歌曲《You Never Give Me Your Money》相同的旋律。
歌詞的內容為創作者保羅·麥卡尼以當時披頭四經營的蘋果唱片公司的財務慘況、以及披頭四即將面臨解散的分崩離析狀態下產生的感觸所完成的。而在紀錄片《Imagine：John Lennon》裡約翰·藍儂也曾表示著：「麥卡尼在這首歌唱出的內容就是代表當時的我們」。
此首歌在錄製時約翰·藍儂因發生車禍事故暫時缺席，之後痊癒回歸後參與錄製了一些和聲的部份。

## 演奏成員
- 保羅·麥卡尼：主唱、和聲、節奏吉他、鋼琴
- 喬治·哈里森：和聲、主吉他、貝斯
- 林哥·史達：鼓、和聲
- 約翰·藍儂：和聲
- 其他未列名演奏者：小提琴、中提琴、大提琴、低音提琴、法國號、長號、低音長號、小號

## 翻唱者
- 比吉斯：收錄於1976於專輯《All This and World War II》